# Faisal Bin Shamlan
Faisal Othman Bin Shamlan (1934 - Aden, 1 januari 2010) (فيصل عثمان بن شملان) (faiṣal bin šamlān) was een Jemenitisch intellectueel, politiek hervormer en publiek figuur.
Als politicus was hij lid van het parlement en minister van petroleum en minerale grondstoffen na de eenmaking van Jemen in 1990. Voordien was hij minister van infrastructuur en petroleuem in de socialistische regering van Zuid-Jemen. Hij was kandidaat voor het presidentschap van de verzamelde oppositie, een coalitie van islamisten ( "Islah"), de socialistische partij en een aantal kleinere partijen in de verkiezingen van 2006. Hij werd echter verslagen door de zittende president Ali Abdullah Saleh. Bin Shamlan overleed op 1 januari 2010 aan kanker.

## Bron
- Dit artikel of een eerdere versie ervan is een (gedeeltelijke) vertaling van het artikel Faisal Bin Shamlan op de Engelstalige Wikipedia, dat onder de licentie Creative Commons Naamsvermelding/Gelijk delen valt. Zie de bewerkingsgeschiedenis aldaar.